# Carlo Federico Guglielmo di Leiningen
Carlo Federico Guglielmo, principe di Leiningen (Bad Dürkheim, 14 agosto 1724 – Amorbach, 9 gennaio 1807), è stato un nobile tedesco.

## Biografia

### Infanzia
Era figlio di Friedrich Magnus, conte di Leiningen-Dagsburg-Hartenburg e di sua moglie la contessa Anna Cristina Eleonora von Wurmbrand-Stuppach, e succedette a suo padre alla morte di quest'ultimo il, 28 ottobre 1756. Il 3 luglio 1779 fu fatto un Principe del Sacro Romano Impero, diventando Principe di Leiningen. 

### Matrimonio
Il 24 giugno 1749 sposò sua cugina di primo grado Cristiana Guglielmina Luisa, figlia di Guglielmo Carlo Luigi, Conte di Solms-Rödelheim e Assenheim, avuta dalla moglie, la Contessa Maria Margareta Leopolda von Wurmbrand-Stuppach. Morì il 6 gennaio 1803, dopo avergli dato un figlio maschio e tre figlie femmine: 
- Elisabetta Cristiana Marianna, nata il 27 ottobre 1753, sposò il 17 maggio 1768 il conte Carlo Luigi di Salm, morì il 16 febbraio 1792.
- Luisa Carlotta Polissena, nata il 27 maggio 1755, sposò il 1º settembre 1776 il conte Francesco I di Erbach-Erbach, morì il 13 gennaio 1785.
- Karoline Sophie Wilhelmine, nata il 4 aprile 1757, sposò il 21 settembre 1773 il conte Federico Magnus di Solms-Wildenfels, morì il 18 marzo 1832.
- Emilio Carlo, nato il 27 settembre 1763, succedette a suo padre come secondo Principe di Leiningen.